# ウラジーミル・パンスコフ
ウラジーミル・ゲオルギエヴィチ・パンスコフ（ロシア語: Владимир Георгиевич Пансков, ラテン文字転写: Vladimir Georgievich Panskov, 1944年8月18日 - ）は、ソビエト連邦およびロシアの政治家、財務官僚、財政家。経済学博士。エリツィン大統領時代の1994年から1996年までロシア連邦政府蔵相を務めた。

## ソ連時代
1944年8月18日、モスクワ出身。1965年モスクワ財政大学（現在のロシア連邦政府付属財政アカデミー）を卒業する。大学卒業後、ソ連大蔵省に入省する。1987年ソ連第一大蔵次官。1991年ソ連大統領府財政（金融）管理・予算局長。

## ロシア連邦政府
ソビエト連邦の崩壊後は、ロシア連邦政府に移る。1992年から1994年まで、ロシア連邦国税庁第一副長官。1993年2月、贈収賄で逮捕、起訴され、レフォルトヴォ刑務所に5ヶ月収監される。その後保釈された。1994年ロシア連邦議会下院国家会議予算委員会に所属する。同年、起訴は取り下げられた。
1994年11月4日、ロシア連邦大蔵大臣に就任する。蔵相在任中、のちにウクライナ首相となるユーリヤ・ティモシェンコ、ロシア国防省軍事予算・基金局長のゲオルギー・オレイニクの名が挙がった疑惑に関与したと取りざたされた。1995年ロシア連邦安全保障会議メンバーにも選出される。世界銀行ロシア代表副理事を経て、1996年8月、経済省第1次官に任命される。

## 会計検査院の検査官
1997年ロシア連邦会計検査院の検査官に任命される。2006年ロシア連邦議会上院連邦会議カルムイク共和国人民議会代表のレヴォン・チャフマフチャンの汚職事件に関連したとして検査官を解任される。

## 教育者としての活動
現在のパンスコフは、プレハーノフ名称経済アカデミー・財政アカデミーにおいて学究生活を送っている。1991年に経済学博士号を取得した。国際企業統治アカデミー、自然科学アカデミーなどの学会に所属し、財政金融、税務、予算などの分野で教科書や200以上の学術論文を執筆している。